# Palmbladsbambu
Palmbladsbambu (Sasa palmata) är en gräsart som först beskrevs av Frederick William Thomas Burbidge, och fick sitt nu gällande namn av E.G.Camus. Enligt Catalogue of Life ingår Palmbladsbambu i släktet sasabambu och familjen gräs, men enligt Dyntaxa är tillhörigheten istället släktet sasabambu och familjen gräs. Arten har ej påträffats i Sverige. Inga underarter finns listade i Catalogue of Life.

## Bildgalleri

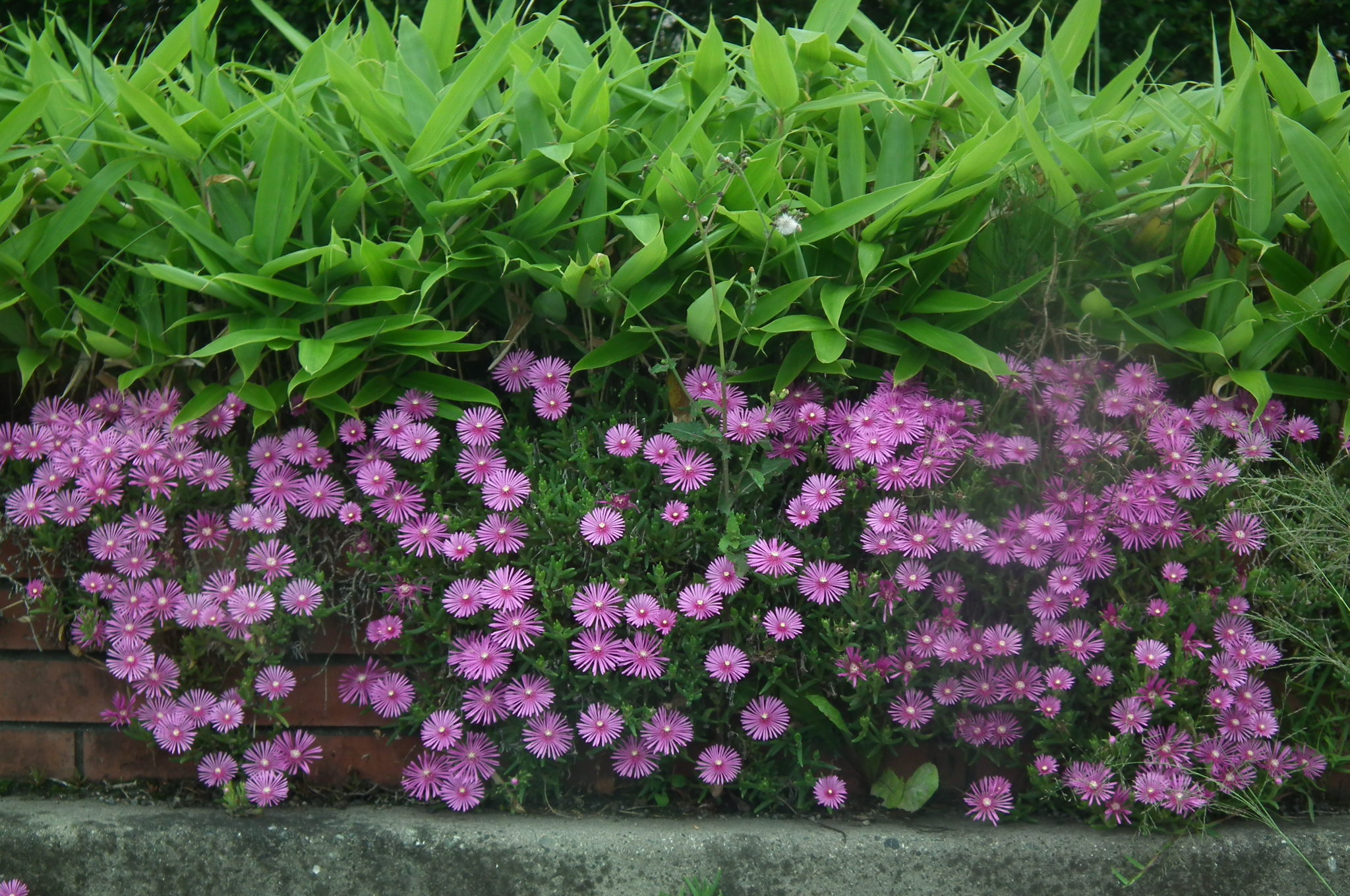